# GSC3168-1051
GSC3168-1051 — хімічно пекулярна зоря спектрального класу F0, що має видиму зоряну величину в смузі V приблизно 10,2.

## Пекулярний хімічний склад
Зоряна атмосфера GSC3168-1051 має підвищений вміст 
Si
.